# Puget-Rostang
Puget-Rostang – miejscowość i gmina we Francji, w regionie Prowansja-Alpy-Lazurowe Wybrzeże, w departamencie Alpy Nadmorskie.
Według danych na rok 1990 gminę zamieszkiwało 115 osób, a gęstość zaludnienia wynosiła 5 osób/km² (wśród 963 gmin regionu Prowansja-Alpy-W. Lazurowe Puget-Rostang plasuje się na 682. miejscu pod względem liczby ludności, natomiast pod względem powierzchni na miejscu 442.).